# 玛格丽塔·西格弗里德松
玛格丽塔·西格弗里德松（瑞典語：Margaretha Sigfridsson，1976年1月28日—），瑞典女子冰壶运动员。她曾代表瑞典参加2014年冬季奥林匹克运动会冰壶比赛，获得一枚银牌。她也曾四次获得世界女子冰壶锦标赛亚军。